# Gediminas Navickas
Gediminas Navickas (ur. 13 stycznia 1984 roku w Koszedarach) – litewski koszykarz. W sezonie 2008/2009 reprezentował barwy Politechniki Lwów (wystąpił w 50 meczach, średnio 9,6 punktu oraz 3,3 asysty w ciągu 25,1 minuty). Latem 2009 roku zatrudniony przez AZS Koszalin. Zwolniony w trakcie rozgrywek, po serii porażek zespołu.

## Przebieg kariery
- 2002-2004 Žalgiris Kowno II (LTU)
- 2004-2004 Žalgiris Kowno (LTU)
- 2004-2006 Panevezys (LTU)
- 2006-2007 Nevezis Kiejdany (LTU)
- 2007-2008 Aisciai Kowno (LTU)
- 2008-2009 Politechnika Lwów (UKR)
- 2009-2009 AZS Koszalin (POL)
- 2010-2010 Valga Welg-Kolmvedu (EST)
- od 2010 BC Odessa (Ukraina)

## Sukcesy
- Mistrzostwa Świata U-18 w Niemczech (2002)
- Mistrzostwa Świata U-21 w Argentynie (2005)
- Zwycięzca Ligi Bałtyckiej (2005)
- Półfinał ukraińskiej ekstraklasy (2009)

## Statystyki podczas występów w PLK
- Sezon 2009/2010 (AZS Koszalin): 8 meczów (średnio 7,1 punktu, 1,6 zbiórki oraz 2,6 asysty w ciągu 22,5 minuty gry)